# Albrecht IV van Saksen-Lauenburg
Albrecht IV van Saksen-Lauenburg (circa 1315 - 1344) was van 1322 tot aan zijn dood hertog van Saksen-Bergedorf-Mölln. Hij behoorde tot het huis Ascaniërs.

## Levensloop
Albrecht IV was de zoon van hertog Johan II van Saksen-Bergedorf-Mölln en Elisabeth van Holstein-Rendsburg, dochter van graaf Hendrik I van Holstein-Rendsburg.
Na de dood van zijn vader in 1322 werd Albrecht op zevenjarige leeftijd hertog van Saksen-Bergedorf-Mölln. Wegens zijn minderjarigheid stond hij aanvankelijk onder het regentschap van zijn moeder, totdat zij in 1330 hertrouwde met Erik, zoon van koning Christoffel II van Denemarken.
Albrecht resideerde in het Slot van Bergedorf. De kosten voor een waardige hofhouding waren voor zijn kleine hertogdom echter zo goed als ondraagbaar, waardoor Albrecht tijdens zijn bewind verschillende delen van zijn hertogdom verpandde aan zijn oom, graaf Gerard III van Holstein-Rendsburg.
Zijn neef, hertog Erik II van Saksen-Ratzeburg-Lauenburg, had de reputatie om straatrovers te beschermen op zijn landerijen en roofovervallen te organiseren op handelaars die door zijn landerijen reisden. Ook het hertogdom Saksen-Bergedorf-Mölln was slachtoffer van zulke roofovervallen en samen met Holstein en de steden Lübeck en Hamburg besloot Albrecht om de orde in zijn hertogdom te herstellen. Om deze reden viel Albrecht in de winter van 1343 en 1344 de landerijen van Erik II binnen en verwoestte hij een aantal belangrijke gebouwen. In 1344 stierf Albrecht IV echter nog voor de veldtocht was afgerond. 

## Huwelijk en nakomelingen
In 1334 huwde Albrecht IV met Beata (overleden voor 1341), dochter van graaf Günzel VI van Schwerin. Ze kregen drie zonen:
- Johan III (overleden in 1356), hertog van Saksen-Bergedorf-Mölln
- Albrecht V (overleden in 1370), hertog van Saksen-Bergedorf-Mölln
- Erik III (overleden in 1401), hertog van Saksen-Bergedorf-Mölln

Na de dood van Beata hertrouwde hij in 1341 met Sophia (1329-1364), dochter van heer Johan II van Werle. Dit huwelijk bleef echter kinderloos.